# National Baseball League
La Liga Nacional de Béisbol (NBL) es una liga de béisbol amateur organizada por la Federación Británica de Béisbol (BBF). La liga es el nivel más alto de béisbol en el Reino Unido, y los campeones de la liga también son nombrados Campeones Nacionales generales en el Reino Unido. No existe un sistema oficial de ascenso y descenso; sin embargo, varios equipos se han movido libremente hacia arriba y hacia abajo en la estructura.

## Equipos
La NBL ha fluctuado en tamaño, con varios equipos uniéndose y posteriormente abandonando. La BBF también permite que varios equipos provengan del mismo club, como es evidente con los London Mets y Capitals, ambos sacando del mismo grupo de jugadores (aunque hay restricciones para que los jugadores de un club jueguen con varios equipos en la misma temporada).
| Equipos           | Ubicación                  |
| ----------------- | -------------------------- |
| Bournemouth Bears | Ferndown, Dorset           |
| Essex Arrows      | Waltham Abbey, Essex       |
| London Capitals   | Haringey, London           |
| London Mets       | Haringey, London           |
| Sheffield Bruins  | Sheffield, South Yorkshire |
| BC Vetra          | Saltford, Somerset         |